# Domingos Pereira
Domingos Leite Pereira GCSE (São Vítor, Braga, 19 de setembro de 1880 – Cedofeita, Porto, 27 de outubro de 1956), foi um político português da primeira república.

## Biografia
Nasceu em a 19 de setembro de 1880, na freguesia de São Vitor, em Braga, filho de Guilherme José Pereira, pedreiro, e de Claudina Rosa Leite, sendo baptizado em 13 de outubro de 1880.
Licenciou-se em Teologia e no Curso Superior de Letras na Faculdade de Letras da Universidade de Coimbra.
Ao longo da sua vida ocupou muitos e variados cargos políticos, entre os quais se destacam:
- Presidente da Câmara Municipal de Braga depois da República;
- Deputado às Constituintes pelo Partido Democrático;
- Presidente da Câmara dos Deputados;
- Ministro da Instrução Pública no governo de José Relvas em 1919;
- Presidente do Ministério por três vezes: de 30 de Março a 29 de Junho de 1919; de 21 de Janeiro a 8 de Março de 1920; e de 1 de Agosto a 17 de Dezembro de 1925;
- Ministro dos Negócios Estrangeiros em vários governos: nos de Álvaro de Castro (de 20 a 30 de Novembro de 1920); Liberato Pinto (de 30 de Novembro de 1920 a 2 de Março de 1921); Bernardino Machado (de 2 de Março a 23 de Maio de 1921); António Maria da Silva (de 30 de Novembro de 1922 a 15 de Novembro de 1923); e, de novo, Álvaro de Castro (de 18 de Dezembro de 1923 a 6 de Julho de 1924).

A 12 de julho de 1924, foi agraciado com o grau de Grã-Cruz da Ordem Militar de Sant'Iago da Espada.
Depois da sua vida política, foi presidente da Companhia de Seguros Douro até à sua morte em 1956.
Fez parte da Maçonaria, sendo iniciado em 1911 no Triângulo n.º 146, em Braga, com o nome simbólico de Cândido dos Reis.
Faleceu em 27 de outubro de 1956, na freguesia da Cedofeita, na cidade do Porto, sendo sepultado no Cemitério de Monte d'Arcos, em Braga.